# 宮崎満教
宮崎 満教（みやざき みつのり、1956年12月8日 - 2014年）は、日本の実業家、出版プロデューサー、スポーツ・ジャーナリスト。別名義に荘田 健一（そうだ けんいち）がある。静岡県出身。

## 来歴
立教大学文学部日本文学科を卒業後、内外タイムスに入社し社会部を経て運動部記者となり、読売ジャイアンツ番を10年間担当する。
リム出版社長時代には少年時代からファンだった漫画『8マン』の完全復刻版を企画し、原作の平井和正・作画の桑田二郎を熱心に説得して雑誌連載時は桑田のアシスタントが代筆した「魔人コズマ」エピローグ編を25年ぶりに本人の手で描き起こした「完全版」として刊行され、全7巻で50万部以上を売り上げるヒットを記録した。このヒットで勢いに乗り『平井和正全集』全100巻や円谷プロダクション創立30周年記念企画としてウルトラシリーズのコミカライズ作品を収録した『COMIC'S★ウルトラ大全集』全40巻などの大型企画を次々と立ち上げ、社内に「プロジェクト8」と題する『8マン』のメディアミックスによるリバイバルブームを仕掛けるためのチームを発足させる。『8マン』復刻版に加えて1990年には中牧昭二『さらば桑田真澄、さらばプロ野球』がベストセラーとなるが、1992年に宮崎が自ら製作総指揮・脚本を担当した実写映画『8マン すべての寂しい夜のために』が東京ドームを借り切っての上映会を開催するも興行的には大失敗に終わり、リム出版は13億円の負債を抱えて倒産した。既刊の在庫分は受け皿会社のリム出版新社が引き継いだが『平井和正全集』は全100巻中20巻、また『COMIC'S★ウルトラ大全集』は全40巻中4巻で刊行が中断している。
その後、銀座で新たにルー出版を設立し、1997年に菅野美穂のヘアヌード写真集『NUDITY』をプロデュースして80万部を売り上げる。同時期には「荘田健一」名義でスポーツ・ジャーナリストとして活動するようになり、リム出版時代に編集を担当した『さらば桑田真澄、さらばプロ野球』以降の流れを汲む形でアンチ巨人の立場から執筆したものが多い。
2000年代には経営方針を巡って内紛が続いたWJプロレスの社長に担がれるも頓挫。2006年には新大阪新聞社発行の『週刊ファイト』休刊発表を受けて永島勝司と共同で復刊を打診したが、実現しなかった。
2014年死去。享年59（満58歳没）。晩年にWJプロレス内紛の経緯に関して別冊宝島で取材を受けており、2015年1月刊行の『プロレス 変な噂悪い噂』に追悼記事が掲載された。

## 著作
注記の無いものは本名。
- 巨人という幻想 そして、崩壊するプロ野球とその未来（東邦出版、2005年）
- 新庄の信条 バカカッコいい男の真実（東邦出版、2006年）
- 杉原千畝の真実 ユダヤ人を救った外交官の光と影（スポーツサポートシステム、2007年）

### 荘田健一名義
- 尾崎豊 神を求めた英知と感性（パラス、1994年）
- 野球の国を捨て、ベースボールの国へ（東京創元社、1995年）
- さよなら原辰徳 栄光と悲劇の四番打者（飯倉書房、1995年）
- すべてのプロレスラーにありったけの愛を（飯倉書房、1996年） - ゴジン・カーンとの共著。
- クーデター 長島巨人の崩壊（ゼニスプランニング、2001年）
- 先駆者 野茂英雄の挑戦（ゼニスプランニング、2002年）

訳書
- アーサー・C・クラーク『超常現象の謎を解く』（飯倉書房、1996年） - 森下泰輔との共訳。

### 映画作品
- 8マン すべての寂しい夜のために - 企画・製作総指揮・脚本